# Artère alvéolaire supérieure et postérieure
L' artère alvéolaire supérieure et postérieure (ou artère alvéolaire supéro-postérieure ou artère alvéolaire ou l'artère alvéolo-antrale en ancienne nomenclature anatomique) est une artère systémique paire de la tête. Elle vascularise les molaires supérieures, la muqueuse de la joue adjacente, le sinus maxillaire, et la région de la fosse infratemporale.

## Origine
L'artère alvéolaire supérieure et postérieure est une branche collatérale du troisième segment de l'artère maxillaire. Elle nait souvent en conjonction avec l'artère infra-orbitaire à l'endroit où le tronc artériel franchit la fosse ptérygo-palatine.

## Trajet
L'artère alvéolaire supérieure et postérieure descend sur l'éminence du maxillaire puis pénètre dans le canal alvéolaire postérieur.
Elle se divise en de nombreuses branches dont :
- une branche antrale, rameau jugal qui passe à travers la tubérosité maxillaire destinée au sinus maxillaire ;
- des rameaux dentaires et péridentaires destinés aux molaires, prémolaires maxillaires et à la gencive.

Elle s'anastomose avec l'artère buccale et l'artère infra-orbitaire.

## Galerie

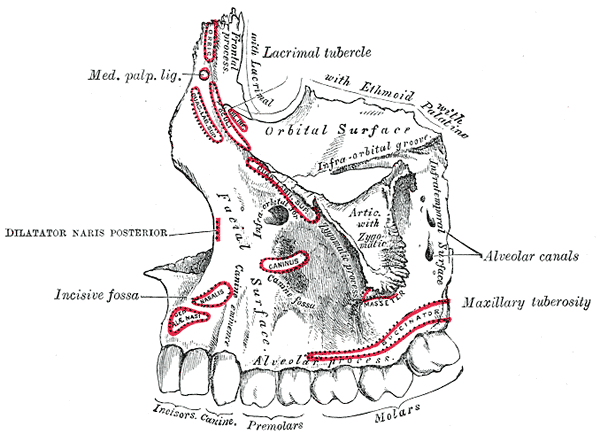
Le maxillaire gauche(surface externe).